# 陶诚
陶诚（1964年3月—），男，汉族，安徽当涂人，1994年12月加入中国共产党。中华人民共和国政治人物。

## 生平
1980年秋，陶诚以安徽省钢琴专业第一名的成绩，考取安徽师范大学音乐教育专业；毕业后以专业第一名的成绩留校任教。1994年南下广东，进入华南师范大学音乐系工作，历任音乐系主任助理、副主任、主任。期间，于2003年获福建师范大学音乐学博士学位。2003年起，先后任广州市文化局局长，中共广州市委宣传部副部长（市正局级）。2010调至北京，担任中华人民共和国文化部艺术司副司长。2014年5月，担任中国歌剧舞剧院院长。2022年，履新文化和旅游部科技教育司司长。